# 天之麻迦古弓
天之麻迦古弓（あめのまかこゆみ）は、日本神話に登場する弓。天若日子（あめのわかひこ）とニニギたちが持っていた弓矢（弓）で、天之波士弓（あめのはじゆみ）、天鹿児弓（あめのかごゆみ）、とも表記される。
天羽々矢（あめのははや）と共に、葦原中国に遣わされる天若日子に与えられた。また天孫降臨でニニギに随行した天忍日命と天津久米命が持っていたともされる。

## 神話
葦原中国平定において、高天原の命を受けて葦原中国を訪れた天若日子は、8年たっても高天原に戻らず、逆に高天原から派遣された雉を射殺してしまう。この時に使われたのが、天之麻迦古弓と天羽々矢である。
雉を殺した天羽々矢は高天原まで届き、高木神が矢を投げ返すと、その矢にあたり天若日子は死んでしまった。
天孫降臨でも『古事記』と『日本書紀』第四の一書に天羽々矢とともに記されている。

## 表記の比較
出典や場面によって、出てくる弓の名前が異なる場合がある。
弓
古事記には、天之麻迦古弓、天之波士弓
日本書紀には、天鹿児弓、天梔弓（あまのはじゆみ）
矢
古事記には、天之波波矢、天之加久矢
日本書紀には、天羽々矢、天真鹿児矢